# Katajama Tokuma
Katajama Tokuma (japánul:片山東熊 Katayama Tokuma) (Hagi, Jamagucsi prefektúra, 1854. január 18. – Tokió, 1917. október 24.) egykori neves japán építész. A japán építészet atyja, Josiah Conder tanítványa volt. Főként neoklasszicista és neobarokk stílusban alkotott, de találhatunk tőle neoreneszánsz munkát is.

## Főbb munkái
- Narai Nemzeti Múzeum (1894)
- Kiotói Nemzeti Múzeum (1908)
- Tokiói Nemzeti Múzeum (1909)
- Akaszaka palota (1909)

## Képek az épületekről

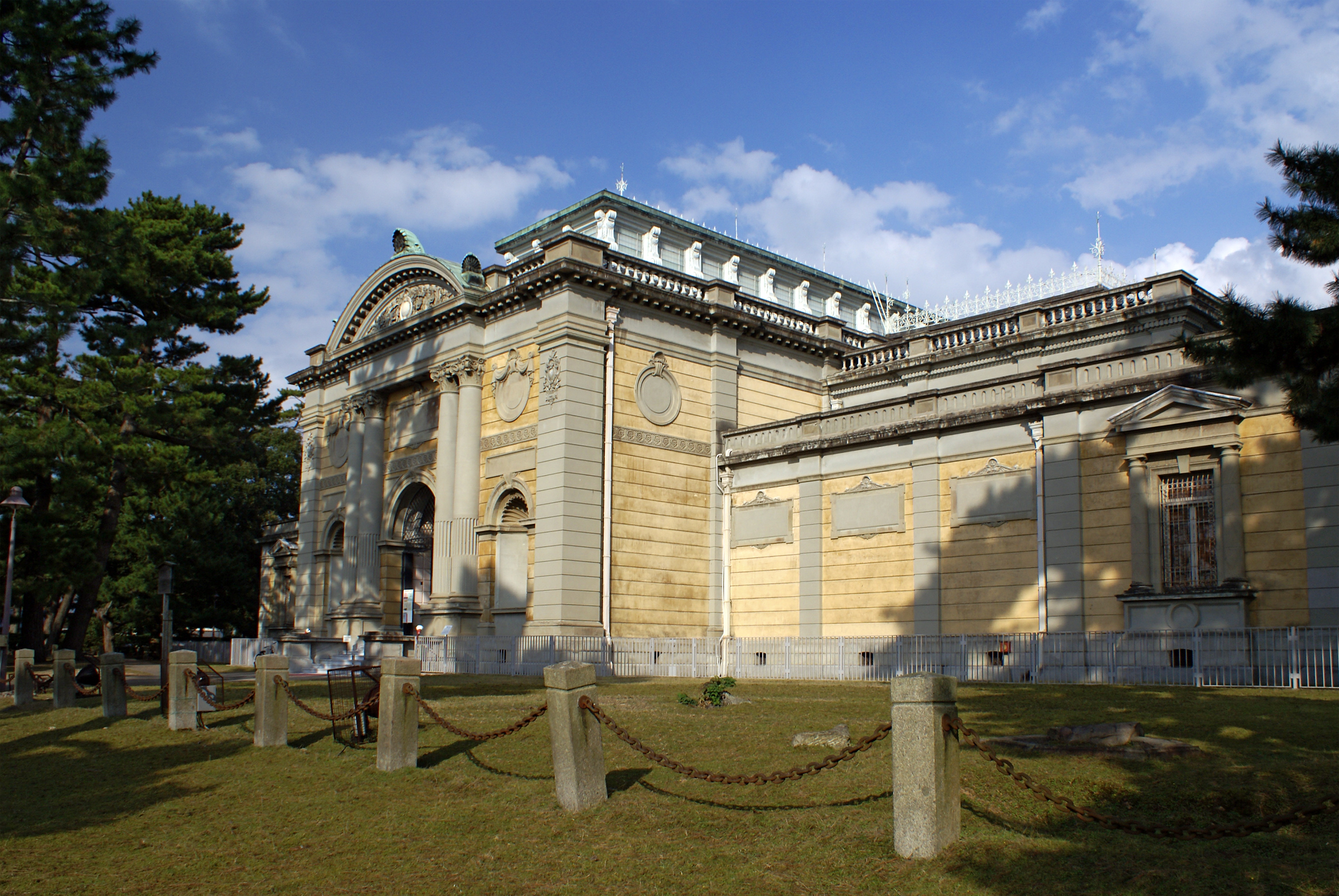
Narai Nemzeti Múzeum
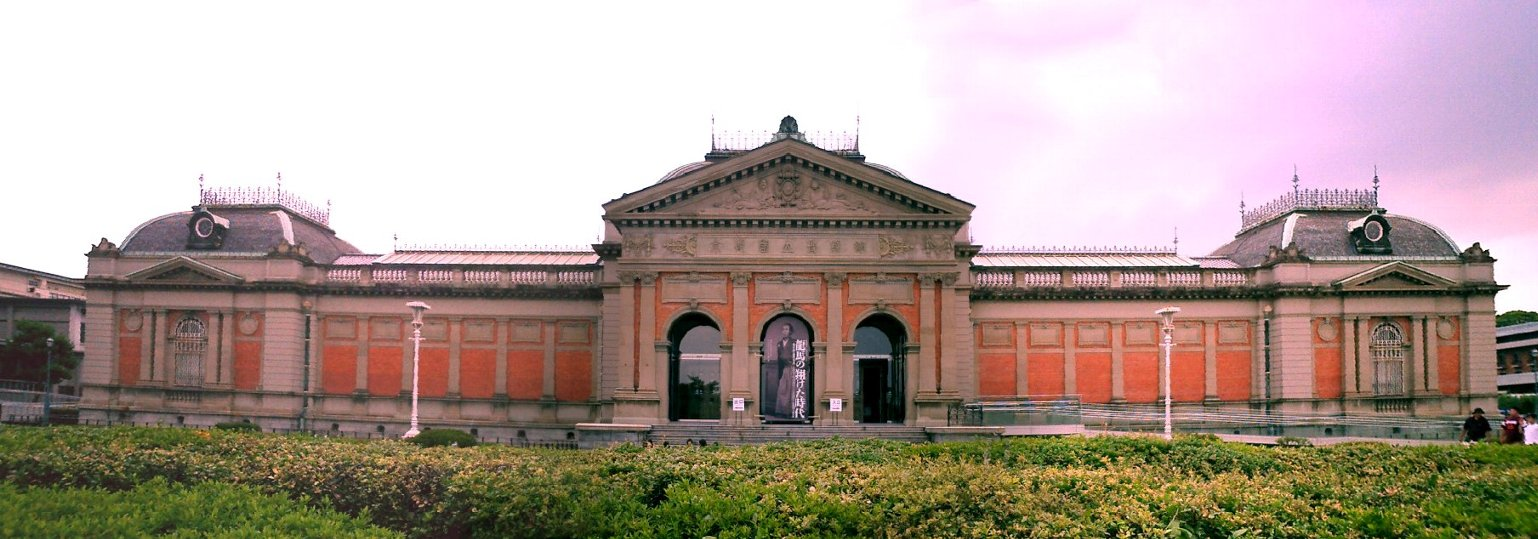
Kiotói Nemzeti Múzeum
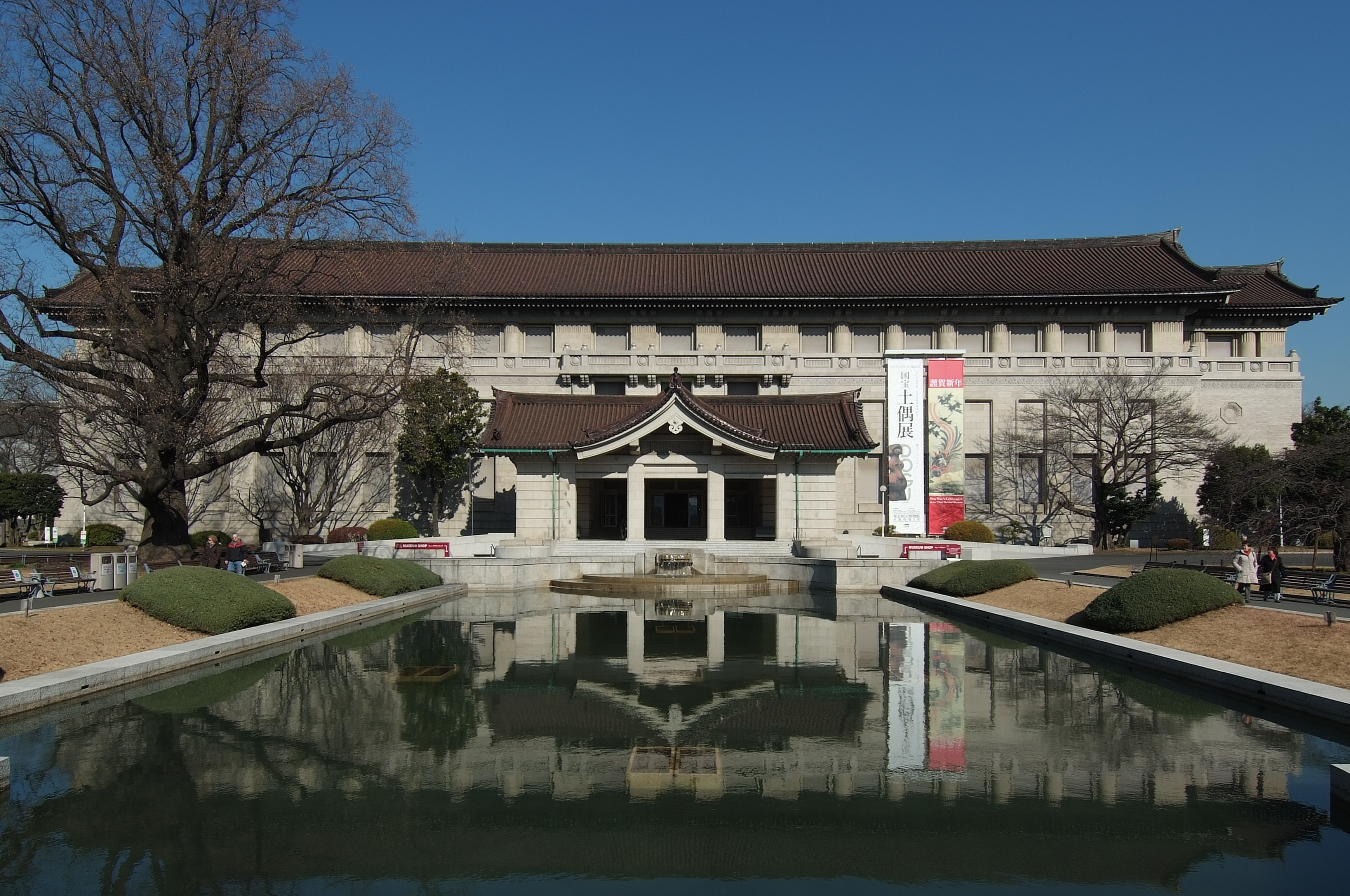
Tokiói Nemzeti Múzeum
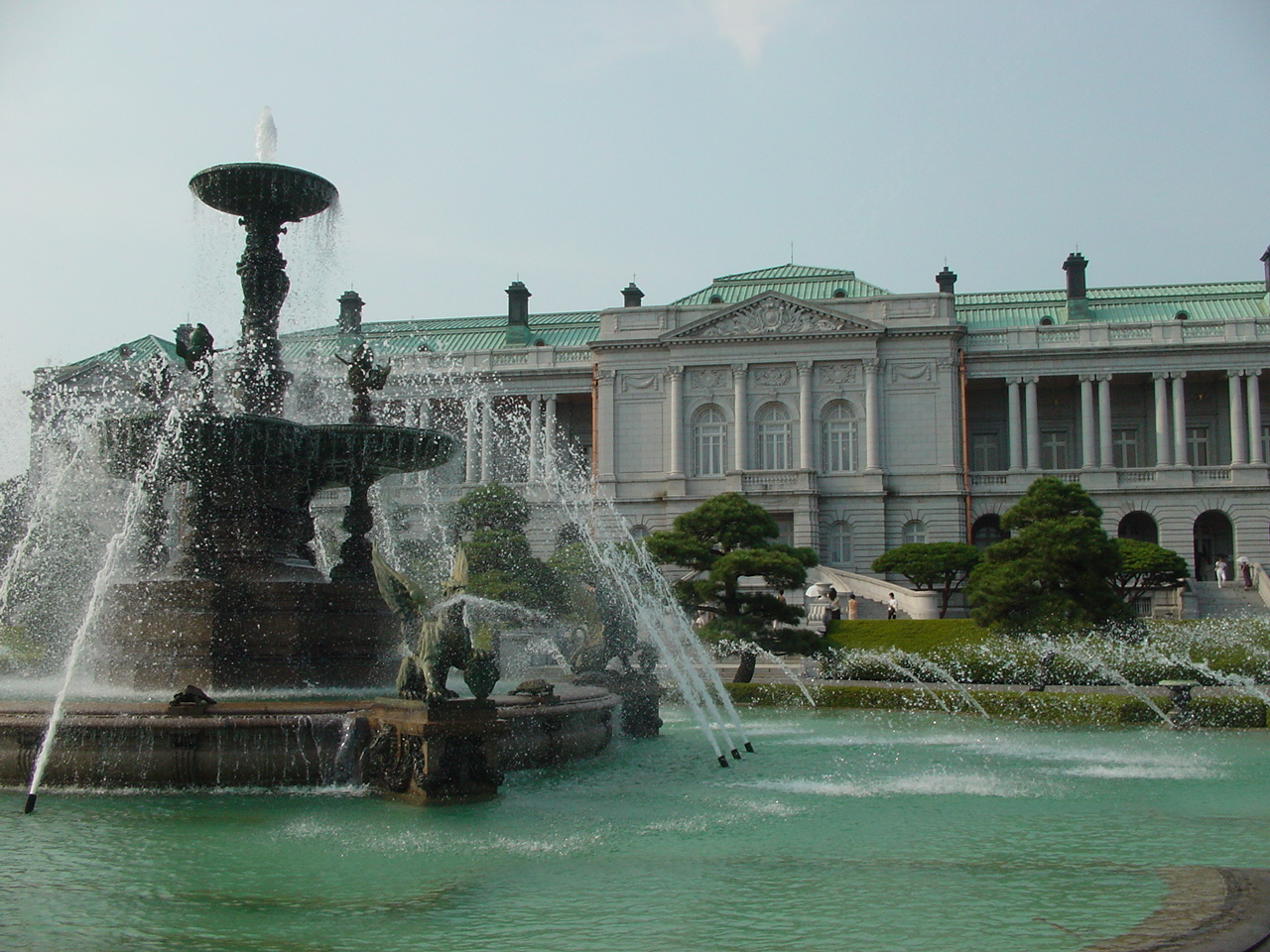
Akaszaka Palota